# Kourosh Yaghmaei
Kourosh Yaghmaei (ebenfalls bekannt als Kourosh, persisch کوروش یغمایی) ist ein iranischer Pop- und Rockmusiker der 1970er-Jahre. Er gilt als einer der ersten Rockmusiker des Iran.

## Leben
Bereits im Alter von zehn Jahren bekam Kourosh sein erstes Instrument. Es war eine Santur, mit der er Melodien der traditionellen iranischen Musik zu spielen begann. Mit 15 Jahren beschloss Kourosh, zur Gitarre zu wechseln. Er gründete eigene Gruppen, deren Stücke er komponierte und in denen er als Leadgitarrist und Sänger mitwirkte.
Gegen Ende seines Studiums der Sozialwissenschaften an der Universität Teheran brachte er sein erstes Musikstück Gol-e Yakh heraus. Sein Kommilitone Mahdi Akhavan Langeroudi, heute ein bekannter Dichter, hatte den Text dazu verfasst. Das Stück wurde zu einem großen Erfolg und weckte auch internationales Interesse.
Nach der Islamischen Revolution schrieb Kourosh einige Kinderbücher und nahm Kindercassetten auf. Er veröffentlichte auch das Instrumentalalbum Didār. 1994 veröffentlichte er sein Album Sib-e Noghreyi. Kourosh Yaghmaies ältester Sohn Kaveh Yaghmaie ist ebenfalls als Sänger bekannt.

## Diskografie

### Alben (Auswahl)
- 1974: Gol-e Yakh
- 1975: Hajm-e Khāli
- 1977: Sārāb-e To
- 1987: Didār
- 1990: Gorg Hāye Ghorosneh
- 1994: Sib-e Noghreii
- 1996: Māh Va Palang
- 1996: Parandeye Mohājer
- 1997: Kābous
- 2000: Ārāyesh-e Khorshid
- 2001: Tofang-e Daste Noghre
- 2011: Terug uit de Brink (Back From the Brink)
- 2016: Malek Jamshid
- 2024: Rebel

### Live-Alben
- 1979: Sol-e 1 (live)
- 1980: Sol-e 2 (live)

### Kompilationen
- 2012: Happy Birthday (Joyful songs for Children)

### Singles (Auswahl)
- Gol-e Yakh
- Leila
- Havar Havar
- Saraabe Toe
- Khaar
- Niyayesh